# 張惠妹

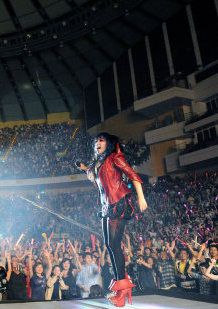
張惠妹（A-Mei WORLD TOUR 2010にて）

張 惠妹（チャン・ホェイメイ、プユマ族名クリライ・アミッ（Kulilay Amit）、1972年8月9日 - ）は、中華民国の歌手。台湾原住民のプユマ族（卑南族）出身。クリライは、彼女の父方の姓で、アミッは彼女の母方の曾祖母から受け継いだ名前である。
愛称は阿妹（アーメイ）。妹は歌手・俳優の張惠春 (1977年7月7日 - ) 。また、惠春 (Saya) と、従姉妹の陳秋琳 (Raya) によるユニットに阿妹妹（アーメイメイ）がある。アルバムセールスは全世界で5500万枚を突破。台湾の女性歌手のアルバム販売記録保持者。海外公演の経験も豊富で、日本のミュージカル「トゥーランドット」59回公演を遂行、ボチェッリのアルバムでは合唱に招かれたほか、中華圏の女性シンガーとして、ワールドツアーコンサート最多記録保持者でもある。
張惠妹のアルバムである『真実』(2001年)、『阿密特』(2009年)、『偏執面』(2014年)は、金曲奨の最優秀国語女性歌手賞を受賞し、この賞の最多受賞者の一人となった。5千万以上のレコードを売り上げ、張惠妹は台湾音楽史上で最も売れた女性アーティストである。張惠妹は中華圏において、西洋音楽、ポピュラーカルチャーでのマドンナなどのアーティストに相当する影響力があると認められている。2017年、フォーブスのアジア版によってチャリティーヒーローリストに掲載された。張惠妹の影響力は台湾政財界の有名人よりも大きい。

## 経歴

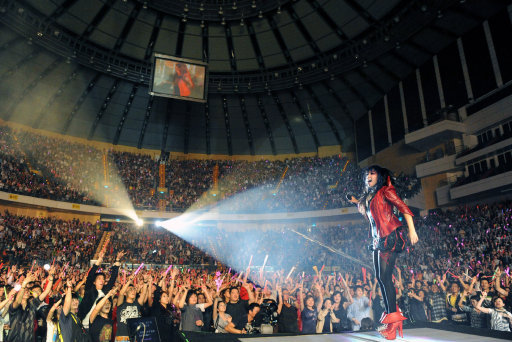
AMEI 2010ワールドツアー - 台北アリーナ

1972年8月9日、台湾東海岸の都市台東市郊外の村で生まれる。中華民国の勝ち抜き歌謡番組“五燈奨”で25人勝ち抜きを果たし優勝。その後台北市のライブハウスで歌っていたところ、フォワードレコード（豐華唱片）にスカウトされる。1996年レコード会社の先輩チャン・ユーシェン（張雨生）のアルバムでデュエットをしCDデビュー。同年12月アルバム『姊妹』にて正式デビュー。新人ながら連続9週売り上げチャート第一位の記録を打ち立て、台湾だけで121万枚以上の売り上げを記録する。翌1997年発売のセカンドアルバム『BADBOY』も連続9週チャート第一位。台湾で138万部販売。台湾のみならず香港・シンガポール・中華人民共和国を席捲し、中華民国ではそれまで注目されていなかった原住民族の歌手に注目が集まり“原住民ブーム”を巻き起こす。日本でも彼女の活躍が報道され、「台湾の安室奈美恵」とも呼ばれた。
2000年5月、陳水扁の中華民国総統就任式にて中華民国国歌を歌唱したため、中国共産党の怒りに触れ“封殺事件”と言われる中華人民共和国での出演CMの放送取りやめ、コンサートの中止などという事態に追い込まれる（中国政府は関与を否定している）。
2001年、レコード会社をワーナー（華納）に移籍、夏には中国大陸のイベントにも参加し復帰を果たす。
2002年、TIME誌アジア版の「アジアのヒーロー」25人に選出される。
ちなみに中華圏の芸能人で選出されたのはジャッキー・チェンとアーメイの2人のみである。
2004年、久々に中国のCMに出演するも、6月台湾独立に抗議する大学生達のデモによりイベントへの出演が急遽取りやめになる“杭州事件”に遭遇。その後「中国におもねっている」と台湾国内でも一部政治家から非難を浴びる。
本人はこれまで一貫して政治的立場を表明しておらず、出身地域が保守的な場所ということも考えると“台湾独立派”というのは誤解と思われる。類い希なる実力を持ちながら、政治に翻弄されている悲運の「台湾国産天后」である。
2005年10月29日、東京国際フォーラムで行われた第2回日中友好歌謡祭に参加した。
2007年4月16日、レコード会社をEMIに移籍。
2008年3月27日～5月22日、東京・大阪・名古屋で上演された祝祭音楽劇『トゥーランドット』で、題名役として本格的に日本で舞台デビューを果たす、日本のミュージカル「トゥーランドット」59回公演を遂行（ケガで降板したケリー・チャンの代役）。
2008年9月22日、23日の二日間、赤坂ACTシアターにて日本初ライブとなる「アーメイ（張惠妹）ACTシアター スペシャル ライブ」が開催された。
2010年4月18日、赤坂BLITZにて阿密特名義のライブ「2010 阿密特／張惠妹世界巡廻演唱會」が開催される。
2010年6月26日、2009年にリリースしたアルバム『阿密特』により、第21回金曲奨にて6部門を受賞した。中でも最優秀女性歌手賞は張惠妹が8年間待った賞だった。6部門での受賞は金曲奨史上誰もなしとげたことのない記録として、歴史に刻まれた。
2010年10月30日、台灣ゲイパレードにおいて二度目のレインボー大使を務めた。このパレードは3万人が参加し、再度アジア最大のゲイパレードに返り咲いた。
2011年4月23日、新アルバム『你在看我嗎?』を全世界でリリースした。このアルバムは15枚目のスタジオアルバムであり、また中華圏音楽業界での15年にわたる張惠妹の存在感を示した。
2011年8月6日、すみだトリフォニーホール大ホール、7日サントリーホール大ホールにて開催された『久石譲&新日本フィル・ワールド・ドリーム・オーケストラ～Love Songs～』にてボーカルとして参加した。
2014年 EMI Taiwanとの契約継続後、中華圏のウェブサイトに7月1日にアップロードされたことを受けて『偏執面』を7月2日（当初予定は7月4日）にリリースした。このアルバムは他のアーメイのアルバムから離れて、音楽と歌詞に暗い要素を含んでいる。
2016年1月24日、Zepp Tokyo (現Zepp DiverCity (TOKYO))にてaMEI・AMIT両名義でのライブ「張烏托邦世界巡城演唱會/UTOPIA 2016 WORLD TOUR 東京スペシャルライブ」が開催される。
2023年8月19日、幕張メッセにてSUMMER SONIC東京、8月20日舞洲SONIC PARK（舞洲スポーツアイランド）にてSUMMER SONIC大阪に参加。「暑い」「みんなの声」(ライブで観客に求める「你的声音」に相当)「両手を上げて」(ライブで観客に求める「双手」に相当)など、要所に日本語を交えながらライブを盛り上げた。
2024年5月2日、3日、日本武道館にて「aMEI ASMR WORLD TOUR CONCERT in 日本武道館」が開催。

## アルバム
- 1996年12月13日 姊妹
- 1997年6月7日 BADBOY　有名な曲である聽海「聴海とも听海」
- 1997年12月10日 妹力四射　1998演唱會提前先聽版
- 1998年10月12日 牽手
- 1999年6月8日 我可以抱你嗎?愛人
- 1999年12月28日 妹力新世紀　ベスト
- 2000年4月14日 歌聲妹影
- 2000年12月5日 不顧一切
- 2001年9月7日 旅程
- 2001年10月29日 真實
- 2002年8月30日 發燒
- 2002年10月11日 妹力最精選　ベスト
- 2003年1月17日 A級娯楽Live
- 2003年6月27日 勇敢
- 2004年4月2日 The Original
- 2004年9月21日 也許明天
- 2006年2月17日 我要快樂?
- 2007年2月9日 愛的力量　ベスト
- 2007年8月3日 STAR
- 2008年3月27日 the Best of A-mei　ベスト
- 2009年6月26日 《阿密特｜張惠妹》意識專輯
- 2011年4月23日 你在看我嗎
- 2011年12月13日 A Mei Acoustic Best HQCD雙碟精選　ベスト
- 2014年7月2日 偏執面
- 2015年4月4日 阿密特2
- 2017年12月12日 偸故事的人

## DVD
- 2008年 祝祭音楽劇 トゥーランドット

## CM
- Dicos - 中国のファーストフードチェーン

## 慈善活動
- 2021年　家扶基金會 「家扶xaMEI-愛無限LINE貼圖」[17]